# Wilhelm Braun (Maler)

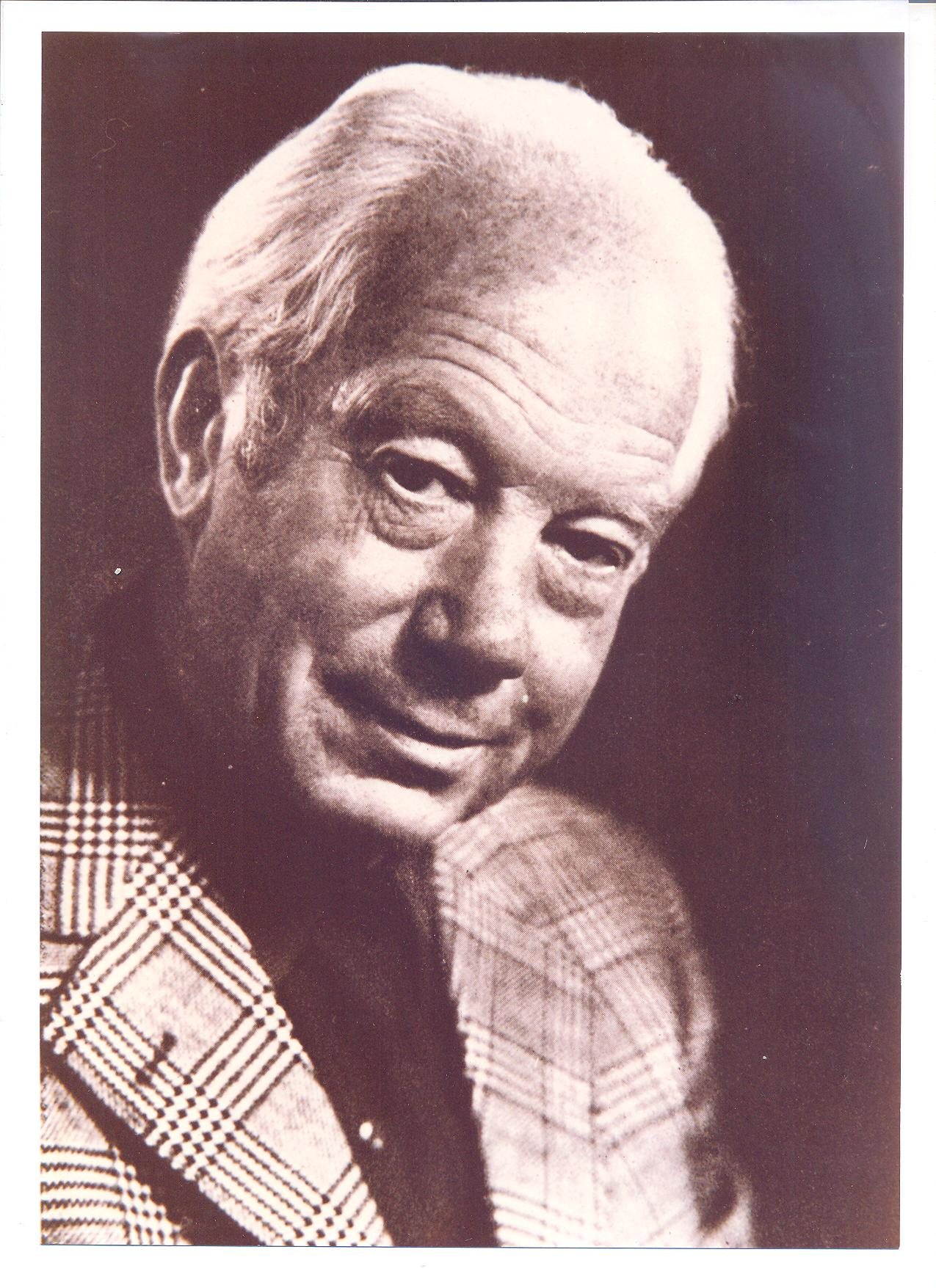
Wilhelm Braun

Wilhelm Braun (* 4. Mai 1906 in Kreuzau; † 31. Januar 1986 in München) war ein deutscher Kunstmaler.

## Leben
Nach einer Malerlehre im In- und Ausland und Studien in Stuttgart erhielt Wilhelm Braun einen Lehrauftrag für Gestaltung an der Gewerbeschule München und wurde Meisterschüler bei Professor Franz Klemmer an der Akademie der Bildenden Künste München. Vor dem Zweiten Weltkrieg unternahm er Studienreisen nach Italien und Libyen. In der Nazizeit wurde Braun mit einem Ausstellungsverbot belegt. Er geriet in russische Kriegsgefangenschaft. Nach seiner Rückkehr arbeitete er von München aus, zunächst in einem Atelier in Schwabing, dann in Forstenried.

## Werke von Wilhelm Braun
Wilhelm Braun hat zahlreiche architekturgebundene Werke an öffentlichen Gebäuden und Kirchen in Bayern, Saarland, Rheinland-Pfalz und Nordrhein-Westfalen gefertigt. Dazu zählt ein Mosaik an der Südseite der Maxburg in München, die Glasfenster in St. Peter und Paul und in Maria Königin in Grünwald, im Chor der Marienkapelle in Würzburg, der Seminarkirche in Speyer sowie in der Kirche St. Heinrich und der Rurschule in Kreuzau. Zu einer Ausstellung im Jahr 2011 in der Maxburg in München schrieb die Süddeutsche Zeitung: "Die großzügige Gestaltung, die seinen Kirchenfenstern eine großartige Wirkung verleiht, übernimmt Braun auch in die Gemälde, die fast durchweg eine starke Farbigkeit prägt. Wilhelm Braun selbst sagte über seine Arbeit: „Bei aller künstlerischen Arbeit ist es mir wichtig, mit Linien, Formen und Farben Lebendigkeit zu vermitteln.“
- Glasfenster in St. Pius (München)

## Auszeichnungen
- 1961 Goldmedaille auf der „Prima Mostra Internationale D´Arte Sacra“, Triest
- 1969 Silbermedaille beim „Grand Prix de New York 1969“

## Einzelausstellungen (Auswahl)
- 2011 München, Maxburg, Wilhelm Braun, Farbe und Leben
- 2017 Grünwald bei München, Kunstforum Römerschanz, Wilhelm Braun, Farbe und Leben

## Gruppenausstellung (Auswahl)
- 1959 München, Münchner Städtische Galerie, Frühjahrsausstellung